# Marc Cavosie
Marc Cavosie (* 6. August 1981 in Albany, New York) ist ein ehemaliger US-amerikanischer Eishockeyspieler und derzeitiger -trainer, der im Verlauf seiner aktiven Karriere zwischen 1999 und 2014 unter anderem annähernd 400 Spiele in der American Hockey League (AHL) auf der Position des linken Flügelstürmers bestritten hat. Mit den Houston Aeros gewann Cavosie im Jahr 2003 die Meisterschaft der Liga in Form des Calder Cups.

## Karriere
Cavosie begann seine Karriere beim Eishockeyteam des Rensselaer Polytechnic Institute in der National Collegiate Athletic Association (NCAA), wo er stets mit seinem Bruder Eric zusammen auflief. Noch während seiner Collegezeit wurde er von den Minnesota Wild im NHL Entry Draft 2000 in der vierten Runde an 99. Stelle ausgewählt, bestritt aber kein einziges Spiel für sie. Stattdessen wurde er zu einem der fixen Teamspieler der Houston Aeros in der American Hockey League (AHL), die er nach drei Jahren verließ und zu den Philadelphia Phantoms wechselte. In der Saison 2006/07 wagte er erstmals den Sprung nach Europa und unterzeichnete einen Vertrag beim Rögle BK, der zu dieser Zeit in der zweithöchsten schwedischen Spielklasse, der Allsvenskan, spielte. Dort fand er jedoch nicht zu seiner Form und brachte es lediglich auf sechs Assists in 27 Einsätzen.
In den folgenden drei Jahren wechselte er zwischen mehreren Teams in den amerikanischen Minor Leagues, ehe er im Sommer 2010 vom slowenischen Club HK Jesenice verpflichtet wurde. Dort absolvierte er eine Saison und unterschrieb dann bei den Ōji Eagles aus der Asia League Ice Hockey, wo er für zwei Spielzeiten auf dem Eis stand. In der Vorbereitungsphase der Saison 2013/14 war Cavosie für die Bietigheim Steelers tätig. Der Vertrag wurde jedoch noch vor Saisonbeginn aufgelöst. Cavosie, der sich deshalb einen neuen Verein suchen musste, unterschrieb wieder in der Asia League Ice Hockey, diesmal allerdings bei den Tōhoku Free Blades. Nach der Spielzeit 2013/14 beendete der 33-Jährige seine aktive Karriere und begann anschließend als Trainer an seiner Alma Mater zu arbeiten.

### International
Cavosie bestritt mit der U20-Nationalmannschaft der Vereinigten Staaten die U20-Junioren-Weltmeisterschaft 2001, bei er mit dem Team den fünften Platz belegte. Dabei war der Stürmer mit sechs Punkten aus sieben Spielen viertbester Scorer des Teams.

## Erfolge und Auszeichnungen
| - 2000 ECAC Hockey All-Rookie-Team - 2002 ECAC Hockey First All-Star-Team - 2002 ECAC Hockey Player of the Year - 2002 NCAA East First All-American Team | - 2003 Calder-Cup-Gewinn mit den Houston Aeros - 2011 Slowenischer Meister mit dem HK Jesenice - 2012 Meister der ALIH mit den Ōji Eagles - 2012 Wertvollster Spieler der ALIH-Playoffs |

## Karrierestatistik

### International
Vertrat die USA bei:
- U20-Junioren-Weltmeisterschaft 2001